# ایوانز ایوانز
ایوانز ایوانز (به انگلیسی: Evans Evans؛ ۲۶ نوامبر ۱۹۳۲ – ۱۶ ژوئن ۲۰۲۴) یک بازیگر اهل ایالات متحده آمریکا بود. وی که در بلوفیلد، ویرجینیای غربی به دنیا آمده بود، در طول حرفهٔ خود در بیش از ۲۵ پروژه سینمایی و تلویزیونی ظاهر شد.

## برخی فعالیت‌ها
ایوانز در سال ۱۹۵۷، در تئاتر موزیک باکس ظاهر شد و به ایفای نقش پرداخت. ایوانز در سال ۱۹۶۶ نیز در فیلم جایزه بزرگ به کارگردانی همسرش بازی کرد.

## درگذشت
ایوانز در ۱۶ ژوئن ۲۰۲۴، در سن ۹۱ سالگی درگذشت. 